# Zarew Brod

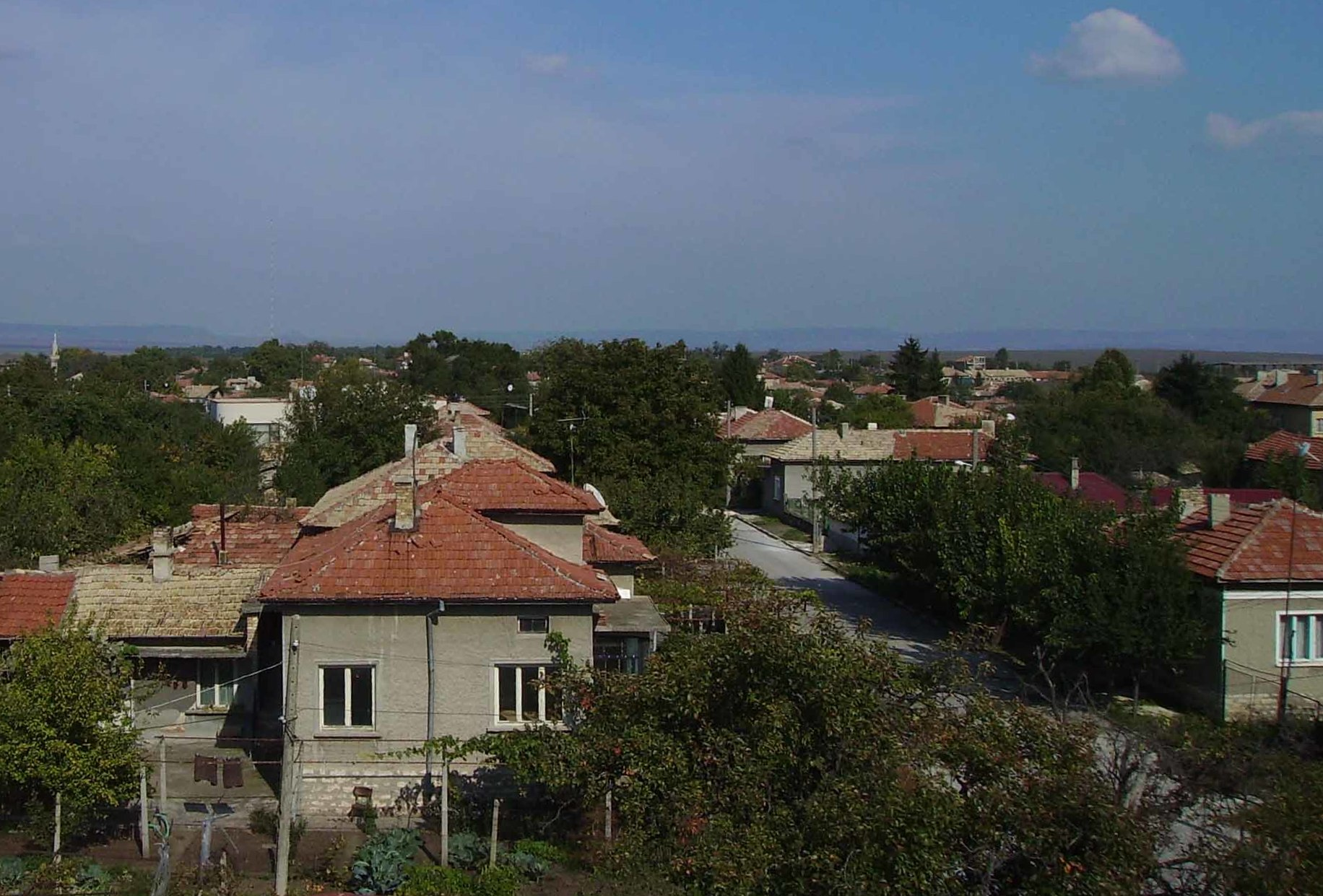
Zarew Brod

Zarew Brod (Bulgarisch Царев брод; transliteriert Carev Brod, Tzarev Brod, übersetzt Königsfurt) ist ein Dorf im nordöstlichen Bulgarien. Es gehört zur etwa 10 km südöstlich liegenden Gemeinde Schumen im Oblast Schumen. Zarewbrod hatte 2024 etwa 1300 Einwohner und ihr Bürgermeister ist Stefan Stefan Schiwkow.
Das Dorf liegt in den östlichen Ausläufern der Donautiefebene. Bis 1934 war der Name des Ortes Endzhe, Enidzhe oder Deutsch Endsche,  (vom türkischen Yenice).
In den 1920er Jahren hatte Zarewbrod eine vielfältige, sogar kosmopolitische Bevölkerung, darunter 50 Deutsche Familien, Bulgaren (mit einigen Banater Bulgaren und einigen Flüchtlingen aus Makedonien), Tataren, Türken, Russen, Ungarn, Albaner und Armenier.
Die Deutschen waren seit dem späten 19. Jahrhundert aus der heutigen Ukraine (Molotschna/Halbstadt, Sepove/Karlsruhe), Rumänien (Valilej, Ianova, Voiteg), Serbien (Ravni Topolovac/Katalinfalva/Kathreinfeld, Novi Sad) und Ungarn (Fegyvernek) gekommen und kauften Grundstücke von Türken, die in das Osmanische Reich zurückkehrten.
Die Deutschen bauten eine Römisch-katholische Kirche (1910), gründeten ein Benediktinerinnenkloster und eine deutsch-bulgarische Mittelschule (1914). In den 1940er Jahren bestand die deutsche Gemeinde aus 74 Familien; der Großteil von ihnen wurde jedoch im Rahmen der Heim ins Reich-Politik nach Deutschland umgesiedelt. Nur einige wenige, wie die in Schumen ansässige Familie Hummel, sowie ein oder zwei Nonnen blieben zurück. Das Nonnenkloster besteht bis heute und wird von einem Dutzend Nonnen aus Bulgarien, Deutschland, den Philippinen, Südkorea, Brasilien, Polen und Namibia bewohnt.
Die einzigen mittelalterlichen Steinfiguren, die in Bulgarien entdeckt wurden, wurden in der Nähe von Zarew Brod gefunden; sie stammen wahrscheinlich aus dem 12. Jahrhundert.